# Sovietskîi, Ucraina
Sovietskîi (în ucraineană Совєтський) este așezarea de tip urban de reședință a raionului Sovietskîi din Republica Autonomă Crimeea, Ucraina. În afara localității principale, nu cuprinde și alte sate.

## Demografie
Componența lingvistică a așezării de tip urban Sovietskîi
     Rusă (67,65%)
     Tătară crimeeană (20,85%)
     Ucraineană (8,26%)
     Alte limbi (1,02%)
Conform recensământului din 2001, majoritatea populației așezării de tip urban Sovietskîi era vorbitoare de rusă (67,65%), existând în minoritate și vorbitori de tătară crimeeană (20,85%) și ucraineană (8,26%).